# 레귤러 쇼 시즌 5
미국의 텔레비전 애니메이션 《레귤러 쇼》의 다섯 번째 시즌은 2013년부터 2014년까지 카툰 네트워크에서 방송되었다. 작품 속 대다수의 캐릭터들은 J. G. 퀸텔이 학창 시절 캘리포니아 예술 학교를 다니면서 만든 영화 《The Naive Man From Lolliland》와 《2 in the AM PM》에 기초하여 만들어졌다. 과거 《레귤러 쇼》는 카툰 네트워크가 신인 작가를 발굴하기 위해 기획한 Cartoonstitute 프로젝트의 일환이었다.

## 에피소드
| 전체 번호 | 시즌 번호 | 제목                                                                 | 각본 및 스토리보드                                                 | 본 방송 날짜     | 대한민국 방송 날짜 | 제작 번호         | 미국 시청자 수 (100만) |
| --- | --------- | -------------------------------------------------------------------- | ------------------------------------------------------------------ | ---------------- | ------------------ | ----------------- | ---------------------- |
| 121 | 1         | "마가렛에게 스웨터를" "Laundry Woes"                                 | 힐러리 플로리도, 매들린 퀘리펠                                     | 2013년 9월 2일   | 2015년 3월 25일    | 1017-123          | 2.12                   |
| 122 | 2         | "길거리 공연 수호신" "Silver Dude"                                   | 사라 올렉시크, 오웬 데니스                                         | 2013년 9월 2일   | 2015년 3월 26일    | 1017-130          | 2.12                   |
| 123 | 3         | "범인과 사냥꾼" "Benson's Car"                                       | 캘빈 웡, 민티 루이스                                               | 2013년 9월 9일   | 2015년 3월 25일    | 1017-124          | 2.10                   |
| 124 | 4         | "세상의 모든 고기 부리토" "Every Meat Burritos"                      | 오웬 데니스, 사라 올렉시크                                         | 2013년 9월 16일  | 2015년 3월 25일    | 1017-125          | 2.46                   |
| 125 | 5         | "청소의 비극" "Wall Buddy"                                           | 캘빈 웡, 민티 루이스                                               | 2013년 9월 23일  | 2015년 3월 26일    | 1017-129          | 2.12                   |
| 릭비는 자신이 어질러 놓은 방을 치우기 싫은 나머지, 공간을 나누는 기기를 사용해 모든 쓰레기를 모디카이에게 떠넘긴다.                                                                                 |           |                                                                      |                                                                    |                  |                    |                   |                        |
| 126 | 6         | "폭풍 속으로" "A Skips in Time"                                      | 캘빈 웡, 토비 존스                                                 | 2013년 9월 30일  | 2015년 4월 1일     | 1017-131          | 1.94                   |
| 127 | 7         | "야생에서 살아남기" "Survival Skills"                                | 민티 루이스                                                        | 2013년 10월 14일 | 2015년 4월 1일     | 1017-134          | 1.87                   |
| 128129 | 89        | "죽음의 침대/호박의 복수/돌아온 영혼" "Terror Tales of the Park III" | 캘빈 웡, 토비 존스, 벤튼 코너, 안드레스 샐러프 J. G. 퀸텔 (스토리) | 2013년 10월 21일 | 2015년 3월 19일    | 1017-121 1017-122 | 2.29                   |
| 130 | 10        | "짝퉁의 이유" "Tants"                                                | 힐러리 플로리도, 매들린 퀘리펠                                     | 2013년 11월 4일  | 2015년 4월 1일     | 1017-133          | 2.07                   |
| 131 | 11        | "뱅크슛" "Bank Shot"                                                 | 오웬 데니스, 사라 올렉시크                                         | 2013년 11월 11일 | 2015년 4월 2일     | 1017-135          | 1.99                   |
| 132 | 12        | "파워 타워" "Power Tower"                                            | 벤튼 코너, 안드레스 샐러프                                         | 2013년 11월 18일 | 2015년 4월 2일     | 1017-136          | 2.09                   |
| 133134 | 1314      | "추수감사절을 위하여" "The Thanksgiving Special"                     | 캘빈 웡, 토비 존스, 벤튼 코너, 안드레스 샐러프                     | 2013년 11월 25일 | 2015년 3월 26일    | 1017-126 1017-127 | 3.04                   |
| 135 | 15        | "스턴트맨 자격증" "The Heart of a Stuntman"                          | 캘빈 웡, 민티 루이스                                               | 2013년 12월 2일  | 2015년 4월 2일     | 1017-137          | 2.03                   |
| 136 | 16        | "금지된 키스" "New Year's Kiss"                                      | 힐러리 플로리도, 매들린 퀘리펠                                     | 2013년 12월 31일 | 2015년 3월 25일    | 1017-128          | 1.84                   |
| 137 | 17        | "피구 재판" "Dodge This"                                             | 벤튼 코너, 안드레스 샐러프                                         | 2014년 1월 13일  | 2015년 4월 1일     | 1017-132          | 2.05                   |
| 138 | 18        | "이동식 화장실" "Portable Toilet"                                    | 토비 존스, 오웬 데니스                                             | 2014년 1월 27일  | 2015년 4월 2일     | 1017-138          | 1.89                   |
| 139 | 19        | "사랑의 엽서" "The Postcard"                                         | 힐러리 플로리도, 매들린 퀘리펠                                     | 2014년 2월 10일  | 2015년 4월 9일     | 1017-144          | 1.89                   |
| 140 | 20        | "릭비, 부리토와 함께 날다" "Rigby in the Sky with Burrito"           | 힐러리 플로리도, 매들린 퀘리펠                                     | 2014년 2월 24일  | 2015년 4월 8일     | 1017-139          | 1.85                   |
| 141 | 21        | "저 깊은 곳에 그들이" "Journey to the Bottom of the Crash Pit"       | 벤튼 코너, 사라 올렉시크                                           | 2014년 3월 3일   | 2015년 4월 8일     | 1017-140          | 1.48                   |
| 142 | 22        | "시간의 법칙" "Saving Time"                                          | 안드레스 샐러프, 라이언 페퀸                                       | 2014년 3월 10일  | 2015년 4월 9일     | 1017-146          | 1.86                   |
| 143 | 23        | "락 기타" "Guitar of Rock"                                           | 안드레스 샐러프, 라이언 페퀸                                       | 2014년 3월 17일  | 2015년 4월 8일     | 1017-141          | 2.05                   |
| 144145 | 2425      | "스킵스 이야기" "Skips' Story"                                       | 캘빈 웡, 민티 루이스                                               | 2014년 4월 14일  | 2015년 4월 15일    | 1017-147          | 2.72                   |
| 스킵스는 자신이 어떻게 영생할 수 있게 되었는지를 모디카이와 릭비에게 이야기한다. 곡: 알파빌의 〈Forever Young〉과 디페쉬 모드의 〈Just Can't Get Enough〉 목소리 특별 출연: 모나 역의 그레이 딜라일 |           |                                                                      |                                                                    |                  |                    |                   |                        |
| 146 | 26        | "돌아온 밴드, 모디카이와 릭비!" "Return of Mordecai, the Rigbys"     | 캘빈 웡, 민티 루이스                                               | 2014년 4월 21일  | 2015년 4월 8일     | 1017-142          | 2.67                   |
| 147 | 27        | "최악의 초상화" "Bad Portrait"                                       | 오웬 데니스, 토비 존스                                             | 2014년 4월 28일  | 2015년 4월 9일     | 1017-143          | 1.96                   |
| 148 | 28        | "뮤직비디오" "Video 101"                                             | 벤튼 코너, 사라 올렉시크                                           | 2014년 5월 5일   | 2015년 4월 9일     | 1017-145          | 2.14                   |
| 모디카이와 릭비, 씨제이는 아일린이 대학에서 수강하는 영화 제작 수업의 뮤직 비디오 만들기 과제를 도와준다.                                                                                           |           |                                                                      |                                                                    |                  |                    |                   |                        |
| 149 | 29        | "톡의 진실" "I Like You Hi"                                          | 토비 존스, 오웬 데니스                                             | 2014년 5월 12일  | 2015년 4월 15일    | 1017-148          | 정보 없음              |
| 150 | 30        | "첫 데이트" "Play Date"                                              | 힐러리 플로리도, 매들린 퀘리펠                                     | 2014년 6월 5일   | 2015년 4월 15일    | 1017-149          | 2.12                   |
| 151 | 31        | "전문가 아니면 거짓말쟁이!" "Expert or Liar"                         | 벤튼 코너, 사라 올렉시크                                           | 2014년 6월 12일  | 2015년 4월 16일    | 1017-150          | 1.73                   |
| 152 | 32        | "팝스의 파도타기" "Catching the Wave"                                | 캘빈 웡, 민티 루이스                                               | 2014년 6월 19일  | 2015년 4월 22일    | 1017-157          | 1.86                   |
| 153 | 33        | "순금시계" "Gold Watch"                                              | 안드레스 샐러프, 라이언 페퀸                                       | 2014년 6월 26일  | 2015년 4월 16일    | 1017-151          | 2.11                   |
| 154 | 34        | "페인트칠하기" "Paint Job"                                           | 토비 존스, 오웬 데니스                                             | 2014년 7월 3일   | 2015년 4월 16일    | 1017-153          | 1.90                   |
| 155 | 35        | "생일케이크" "Take the Cake"                                         | 힐러리 플로리도, 매들린 퀘리펠                                     | 2014년 7월 10일  | 2015년 4월 16일    | 1017-154          | 2.18                   |
| 156 | 36        | "스킵스의 결심" "Skips in the Saddle"                                | 벤튼 코너, 사라 올렉시크                                           | 2014년 7월 17일  | 2015년 4월 22일    | 1017-155          | 1.68                   |
| 157 | 37        | "비밀작전" "Thomas Fights Back"                                      | 안드레스 샐러프, 라이언 페퀸                                       | 2014년 7월 24일  | 2015년 4월 22일    | 1017-156          | 2.00                   |
| 158 | 38        | "총각파티" "Bachelor Party! Zingo!!"                                 | 토비 존스, 오웬 데니스                                             | 2014년 7월 31일  | 2015년 4월 23일    | 1017-159          | 1.89                   |
| 159 | 39        | "텐트를 위하여" "Tent Trouble"                                       | 힐러리 플로리도, 매들린 퀘리펠                                     | 2014년 8월 7일   | 2015년 4월 23일    | 1017-160          | 1.79                   |
| 160 | 40        | "진짜 데이트" "Real Date"                                            | 캘빈 웡, 민티 루이스                                               | 2014년 8월 14일  | 2015년 4월 22일    | 1017-158          | 1.85                   |